# Giuseppe Pedercini
Giuseppe Antonio Pedercini (Capurso, 23 maggio 1856 – Roma, 1º dicembre 1925) è stato un dirigente sportivo italiano.
È stato il primo presidente della Lazio, nonché primo Presidente Generale della Polisportiva biancoceleste.

## Biografia
Il 29 marzo 1901 il Cavalier Giuseppe Pedercini ebbe l'onore di diventare il primo presidente della Lazio e, dopo la partenza del massimo fondatore Luigi Bigiarelli alla volta del Belgio avvenuta nel 1902, acquisì anche la presidenza della Polisportiva biancoceleste fino al 1904, quando poi gli successe Fortunato Ballerini, già suo successore alla presidenza della sezione calcistica. 
Di salute cagionevole, Pedercini non fu molto attivo e delegava ai soci più propositivi l'attuazione delle iniziative sportive e la gestione della società biancoceleste.